# 사야지 쉰데

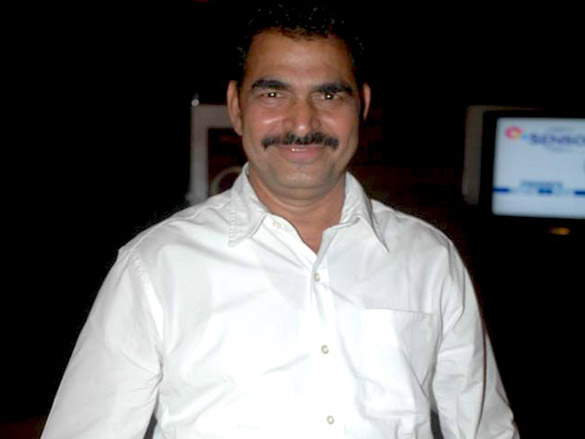

사야지 쉰데(Sayaji Shinde, 1952년 2월 1일 ~ )는 인도의 배우, 영화 프로듀서, 영화 감독이다.
사타라에서 태어났다.

## 영화
- 오카 라일라 코삼 (2014년)
- 자바다스 (2013년)
- 바드리나트 (2011년)
- 가문의 법칙 (2008년)
- 캘커타 메일 (2003년) - 야칸 야다브 역
- 다나브 (2003년)